# Évènement de Bond

Variations de la température moyenne durant l'Holocène

Un évènement de Bond est un phénomène de lâcher massif d'icebergs dans l'Atlantique Nord, identifié grâce aux dépôts de sédiments laissés par la glace sur les fonds marins une fois fondue, autrement appelé un transport par radeaux de glace,. Ces évènements sont peut-être en lien avec certaines fluctuations climatiques de l'Holocène. Les évènements de Bond sont, à l'Holocène, l'équivalent des évènements de Dansgaard–Oeschger du Pléistocène.

## Historique
Gerard C. Bond, du Lamont-Doherty Earth Observatory de l'université Columbia, était l'auteur principal d'un article en 1997, dans lequel il posait la théorie de l'existence d'un cycle climatique de 1 470 ans à la fin du Pléistocène et au début de l'Holocène. L'hypothèse était principalement fondée sur l'étude de traceurs pétrologiques dans des carottes prélevées dans les fonds marins de l'océan Atlantique Nord,.
Les supposés lâchers massifs d'icebergs dans l'Atlantique Nord ont notamment été rapprochés des épisodes d'abaissement des niveaux des lacs de la région Mid-Atlantic aux États-Unis, de l'affaiblissement de la mousson asiatique,, et des épisodes de sécheresse en Méditerranée orientale et au Moyen-Orient,.
Huit évènements de Bond ont d'abord été identifiés durant l'Holocène, pour lesquels on a proposé un cycle d'environ 1 500 ans. Puis on a ramené le cycle à environ 1 000 ans,. La matérialité de ces évènements et leurs conséquences éventuelles sur le climat global ont été discutés.
Des travaux plus récents sur les traceurs pétrologiques montrent que le cycle climatique n'est pas confirmé, et la période de 1 500 ± 500 ans serait un artéfact statistique. Avec la publication de la chronologie Greenland Ice Core Chronology 2005 (GICC05) (chronologie des couches glaciaires profondes du Groenland 2005), obtenue grâce aux carottes de glace du site North Greenland Ice Core Project (NGRIP), il devint clair que les évènements de Dansgaard–Oeschger ne présentaient pas non plus un tel cycle,,.

## Liste d'épisodes climatiques de l'Holocène

Aperçu des événements de Bond.

Certains des épisodes listés ci-dessous correspondent à des périodes de refroidissement, tandis que d'autres correspondent à des sècheresses durables.
| No | Date av. J.-C.  | Notes |
| -- | --------------- | --- |
| 0  | 1600 apr. J.-C. | Petit âge glaciaire |
| 1  | 400 apr. J.-C.  | Refroidissement global, engendrant notamment les Grandes Invasions en Europe.                                                                            |
| 2  | 1200 av. J.-C.  | Effondrement de l'âge du bronze, peut-être déclenché par une sécheresse en Méditerranée Orientale,                                                       |
| 3  | 2200 av. J.-C.  | Événement climatique de 4200 AP, effondrement de l'Empire d'Akkad et fin de l'Ancien Empire égyptien,                                                    |
| 4  | 3900 av. J.-C.  | Événement climatique de 5900 AP |
| 5  | 6200 av. J.-C.  | Événement climatique de 8200 AP, chute brutale des températures en liaison avec la fin de la débâcle de la calotte Laurentide, avant une remontée rapide |
| 6  | 7400 av. J.-C.  | Évènement d'Erdalen (no), avancée des glaciers en Norvège et épisode froid en Chine                                                                      |
| 7  | 9700 av. J.-C.  | Début de l'Holocène |

Le seul évènement de Bond de l'Holocène ayant un signal clair dans les carottes de glace du Groenland est l'événement climatique de 8200 AP, durant lequel les températures ont chuté brutalement pendant une courte période.